# لیلا بنت منهال
لیلا بنت منهال (به عربی: ليلى بنت المنهال) زنی عرب معاصر در دوره محمد پیامبر اسلام بود. او همسر مالک بن نویره بود.